# رودني بوش
رودني بوش (بالإنجليزية: Rodney Bush)‏ (16 أبريل 1955 في جنوب أفريقيا - ) هو لاعب كرة قدم جنوب أفريقي في مركز جناح. شارك مع منتخب جنوب أفريقيا لكرة القدم. أما مع النوادي، فقد لعب مع بيدفيست ويتس ودندي يونايتد وموروكا سوالوز ونادي غوادالاخارا (نادي كرة قدم) وArcadia Shepherds F.C. ‏ ونادي مدينة كيب تاون ‏ ونادي لندن الشرقية يونايتد ‏ ونادي رينجرز ‏.